# Birds of Prey (piste de ski)
 (avril 2025).
Pour les articles homonymes, voir Bird of Prey (homonymie).
Birds of Prey, littéralement Oiseaux de proie, est une piste de course de ski alpin à Beaver Creek près de Vail, dans l'état du Colorado aux États-Unis. Sur cette piste ont été disputées la descente et le Super-G des Championnats du monde de ski alpin 1999 et 2015. De plus, elle accueille chaque année les courses de Coupe du monde.

## Histoire
La piste des « Oiseaux de Proie » a été conçue en 1997 à l'occasion des Championnats du monde de 1999 par Bernhard Russi. Lors du Super-G inaugural, Lasse Kjus et Hermann Maier ont tous deux été sacrés champion du monde. Un podium complété par Hans Knauss, troisième à seulement un centième de seconde. Maier s'est imposé devant Kjus lors de la descente. Le bronze est revenu à Kjetil André Aamodt. Ce dernier a remporté l'or dans le combiné devant Lasse Kjus et Paul Accola. Les autres disciplines ont eu lieu à Vail. Durant ces championnats, Lasse Kjus est devenu le premier skieur à avoir remporté une médaille dans les cinq disciplines.
Depuis la saison 1997-1998, la Birds of Prey s'est établie comme rendez-vous annuel de la Coupe du monde. Les courses ont habituellement lieu à fin novembre ou début décembre. En plus de la descente et du Super-G, cette piste a également accueilli des courses de slalom géant, de slalom et de combiné. L'athlète ayant eu le plus de succès sur cette piste est Hermann Maier qui en plus de ses deux médailles d'or en 1999, a également remporté cinq courses de Coupe du monde sur cette piste. En 2009, Carlo Janka devient le deuxième coureur de ski alpin à remporter trois épreuves différentes en trois jours suivis.
Le 7 décembre 2011 a eu lieu pour la première une course dames sur la Birds of Prey. Lindsey Vonn a remporté le Super-G qui n'a pas pu avoir lieu au Critérium de la première neige à Val d'Isère.

## Listes des vainqueurs
Le tableau suivant montre les vainqueurs des courses de Coupe du Monde. En 1997 et 2003, il y a eu deux descentes et en 2011 deux slaloms géants.
| Année             | Descente                            | Super-G                           | Slalom géant               | Slalom               | Combiné                       |
| ----------------- | ----------------------------------- | --------------------------------- | -------------------------- | -------------------- | ----------------------------- |
| 1997              | Kristian Ghedina Andreas Schifferer | Hermann Maier                     | –                          | –                    | –                             |
| Champ. monde 1999 | Hermann Maier                       | Hermann Maier                     | a eu lieu à Vail           | a eu lieu à Vail     | –                             |
| 2000              | Hermann Maier                       | Fredrik Nyberg                    | –                          | –                    | –                             |
| 2002              | Stephan Eberharter                  | Didier Cuche                      | –                          | –                    | –                             |
| 2003              | Daron Rahlves Hermann Maier         | Bjarne Solbakken                  | –                          | –                    | –                             |
| 2004              | Bode Miller                         | Stephan Görgl                     | Lasse Kjus                 | Benjamin Raich       | –                             |
| 2005              | Daron Rahlves                       | Hannes Reichelt                   | Bode Miller                | Giorgio Rocca        | –                             |
| 2006              | Bode Miller                         | –                                 | Massimiliano Blardone      | André Myhrer         | Aksel Lund Svindal            |
| 2007              | Michael Walchhofer                  | Hannes Reichelt                   | Daniel Albrecht            | –                    | Daniel Albrecht               |
| 2008              | Aksel Lund Svindal                  | Aksel Lund Svindal                | Benjamin Raich             | –                    | annulé, reporté à Val-d'Isère |
| 2009              | Carlo Janka                         | –                                 | Carlo Janka                | –                    | Carlo Janka                   |
| 2010              | annulé, reporté à Kvitfjell         | Georg Streitberger                | Ted Ligety                 | –                    | –                             |
| 2011              | Bode Miller                         | Sandro Viletta                    | Marcel Hirscher Ted Ligety | Ivica Kostelić       | –                             |
| 2012              | Christof Innerhofer                 | Matteo Marsaglia                  | Ted Ligety                 | –                    | –                             |
| 2013              | Aksel Lund Svindal                  | Patrick Küng                      | Ted Ligety                 | –                    | –                             |
| 2014              | Kjetil Jansrud                      | Hannes Reichelt                   | Ted Ligety                 | –                    | –                             |
| 2015              | Kjetil Jansrud                      | Hannes Reichelt                   | Ted Ligety                 | –                    | –                             |
| Champ. monde 2015 | Patrick Küng                        | Hannes Reichelt                   | Ted Ligety                 | Jean-Baptiste Grange | Marcel Hirscher               |
| 2016              | Aksel Lund Svindal                  | Marcel Hirscher                   | Marcel Hirscher            | –                    | –                             |
| 2018              | Aksel Lund Svindal                  | Vincent Kriechmayr                | Marcel Hirscher            | –                    | –                             |
| 2019              | Beat Feuz                           | Max Franz                         | Stefan Luitz               | –                    | –                             |
| 2020              | Beat Feuz                           | Marco Odermatt                    | Tommy Ford                 | –                    | –                             |
| 2022              | Aleksander A Kilde                  | Aleksander A Kilde Marco Odermatt |                            |                      |                               |
| 2023              | Aleksander A Kilde                  | Aleksander A Kilde                |                            |                      |                               |

## Liste des vainqueurs dames
| Année             | Descente       | Super-G               | Slalom Géant            | Slalom           | Combiné alpin   |
| ----------------- | -------------- | --------------------- | ----------------------- | ---------------- | --------------- |
| 1996              |                | Martina Ertl          |                         | Elfi Eder        |                 |
| Champ. monde 1999 | Renate Götschl | Alexandra Meissnitzer | Alexandra Meissnitzer   | Zali Steggall    | Pernilla Wiberg |
| 2012              |                | Lindsey Vonn          |                         |                  |                 |
| 2014              | Lara Gut       | Lara Gut              | Jessica Lindell-Vikarby |                  |                 |
| Champ. monde 2015 | Tina Maze      | Anna Fenninger        | Anna Fenninger          | Mikaela Shiffrin | Tina Maze       |